# Liolaemus goetschi
Espèce
Statut de conservation UICN

 LC  : Préoccupation mineure
Liolaemus goetschi est une espèce de sauriens de la famille des Liolaemidae.

## Répartition et habitat
Cette espèce est endémique de la province de Río Negro en Argentine. On la trouve entre 300 et 700 m d'altitude. La végétation dominante est composée d'Atriplex lampa, Cercidiurn praecox, Larrea divaricata, Larrea nítida et Larrea cuneifolia.

## Description
C'est un saurien ovipare.

## Publication originale
- Müller & Hellmich, 1938 : Liolaemus - Arten aus dem westlichen Argentinien. I. Liolaemus darwini und Liolaemus goetschi. Zoologischer Anzeiger, vol. 123, no 6, p. 130-142.